# بخش مرکزی شهرستان بردسکن
بخش مرکزی شهرستان بردسکن یکی از بخش‌های شهرستان بردسکن در استان خراسان رضوی ایران است. بنابر سرشماری مرکز آمار ایران، جمعیت بخش مرکزی شهرستان بردسکن در سال ۱۳۹۵ برابر با ۳۸٬۶۰۵ نفر بوده است.

تقسیمات کشوری در شهرستان بردسکن

## تقسیمات کشوری

### دهستان‌ها

#### دهستان کنارشهر

##### روستاها
- آب‌نو
- ایرج‌آباد
- سعادت‌آباد
- سیف‌آباد
- شفیع‌آباد
- علی‌آباد
- علی‌آباد کشمر
- کلاته نو
- هادی‌آباد

#### دهستان کوهپایه

##### روستاها
- آق‌مهدی
- آهوبم
- بیجورد
- خانقاه
- خمی
- خور
- خوشاب
- روشن‌آباد
- زیروقت
- سربرج
- سنگ‌پیر
- سیر
- شمس‌آباد
- کاسف
- کبودان
- نظام‌آباد
- هدک

### مرکزیت
- بردسکن